# Formula One eSports Series
Formula One eSports Series es un programa profesional de deportes electrónicos promovido por la Fórmula 1. El programa se creó en 2017 para involucrar al videojuego oficial de Fórmula 1 y su comunidad de jugadores, brindando una nueva vía para un mayor compromiso con el deporte de Fórmula 1. En 2018, los equipos oficiales de Fórmula 1 se unieron al programa por primera vez para crear sus propios equipos de esports para competir en el campeonato de Formula 1 eSports Series.
En respuesta a la pandemia de COVID-19, que provocó el aplazamiento o la cancelación de varios Grandes Premios de Fórmula 1, en la primera mitad de 2020 se llevó a cabo la Virtual Grand Prix Series, con la participación de pilotos y expilotos de F1, así como atletas de otros deportes, celebridades y creadores de contenido. El primer Gran Premio Virtual se llevó a cabo el 22 de marzo, ganado por Guanyu Zhou. Se celebraron un total de ocho Grandes Premios Virtuales, con George Russell coronándose campeón no oficial, tras conseguir cuatro victorias. Durante la pretemporada de 2021 también se llevó a cabo una serie condensada de Gran Premio Virtual de tres carreras.

## Historia
La primera serie de deportes electrónicos de Fórmula 1 se anunció el 21 de agosto de 2017, y las etapas de clasificación y final se llevaron a cabo en el videojuego oficial de la temporada 2017. Más de 60 000 jugadores participaron en la serie inaugural, vista por 123 países de todo el mundo y que generó más de 20 millones de impresiones en las redes sociales. Brendon Leigh del Reino Unido fue el primer campeón de la serie.
2018 fue la primera temporada completa de Fórmula 1 en esports y se dividió en dos etapas. En la primera etapa que se inauguró en abril de 2018, a los corredores en línea se les ofreció la increíble oportunidad de ganar un lugar en la alineación oficial de pilotos de esports para uno de los equipos oficiales de F1. Mercedes-AMG Petronas Motorsport, Red Bull Racing, Force India F1 Team, Williams, Renault Sport F1 Team, Haas F1 Team, McLaren, Scuderia Toro Rosso y Alfa Romeo Sauber F1 Team ofrecieron posiciones en sus alineaciones de pilotos de esports como parte de la serie inaugural Pro Draft. Más de 66 000 jugadores participaron para competir por un lugar en el equipo virtual de los equipos oficiales de F1 que compitieron en la F1 New Balance Esports Series y la oportunidad de ganar una parte del fondo de premios de $200 000. La serie atrajo una audiencia récord de 5,5 millones en cadenas de televisión seleccionadas y transmisiones en vivo en línea. Mercedes se llevó el Campeonato por Equipos de 2018 y Brendon Leigh se convirtió en bicampeón en el Campeonato de Pilotos.
El 8 de abril de 2019, la Fórmula 1 anunció la tercera entrega de la F1 eSports Series, con un fondo de premios aumentado de $500 000. Ferrari se unió a la serie después de decidir no participar el año anterior. La serie fue ganada por David Tonizza, menejando para la Academia de pilotos de Ferrari (Ferrari Driver Academy), con Red Bull Racing Esports llevándose el Trofeo de Constructores.
En 2020, para tomar el lugar del Campeonato Mundial de Fórmula 1 2020, la Fórmula 1 lanzó el «Gran Premio Virtual», con carreras como los Grandes Premios de Baréin, Australia, Brasil, España, Mónaco, Azerbaiyán y Canadá, una serie para entretener a los aficionados mientras se interrumpe la temporada. El GP Virtual comenzó con el Gran Premio Virtual de Baréin, con Guanyu Zhou como ganador inaugural. La serie terminó con el Gran Premio Virtual de Canadá. Además de Zhou, los pilotos de F1 George Russell, Charles Leclerc y Alexander Albon ganaron las otras carreras virtuales. Russell con 146 puntos no oficiales ganó la serie con Albon como subcampeón con 108 puntos. Estos eventos también fueron apoyados por la Fórmula 2 con Arthur Leclerc coronado como campeón no oficial por cuatro puntos por delante de Louis Delétraz que obtuvo más poles después del Gran Premio de Canadá.
Después de un inicio retrasado debido a la pandemia de COVID-19, la F1 anunció la cuarta entrega de la serie el 13 de agosto de 2020. En respuesta a la pandemia, los pilotos y equipos debían trabajar en casa o en las fábricas de sus equipos. El fondo de premios se incrementó aún más a $750 000. Jarno Opmeer de Alfa Romeo Racing ORLEN Esports fue coronado campeón de pilotos, y Red Bull Racing Esports retuvo su corona de constructores. La serie atrajo una audiencia récord adicional de 11,4 millones de reproducciones de transmisiones en vivo en todas las plataformas digitales, lo que representa un aumento del 98% en 2019.
El Gran Premio virtual se llevó a cabo nuevamente durante las vacaciones de invierno antes del campeonato 2021, pero esta vez, las carreras se llevan a cabo en el formato de Fórmula 2: una carrera larga y una carrera corta. En la carrera corta, los pilotos oficiales de F1 Esports corren primero y su posición final determinará la grilla de salida de la carrera larga. La carrera larga tiene jugadores de diferentes disciplinas que van desde carreras de simulación hasta carreras de la vida real. Hay un fondo de premios de caridad, por el cual los equipos competirán para obtener la mayor parte, según su posición en el Campeonato de Constructores. La segunda temporada del Gran Premio Virtual comenzó con el Gran Premio Virtual de Austria, que ganó Enzo Fittipaldi, hermano de Pietro Fittipaldi, quien recientemente corrió en la F1 en la vida real para Haas F1 Team. El Gran Premio Virtual de Gran Bretaña lo ganó George Russell. Russell ganó la carrera final, el Gran Premio Virtual de São Paulo, convirtiéndose en su sexta victoria consecutiva. Haas F1 Team ganó la serie, con Fittipaldi como campeón no oficial de pilotos.

## Formato
- Clasificación: la temporada se abre con la clasificación en línea, una convocatoria mundial para participar. La clasificación está abierta a los jugadores que posean una copia del videojuego oficial de Fórmula 1 desarrollado por Codemasters. Los jugadores con los tiempos más rápidos avanzan a la siguiente fase.
- Pro Draft: los jugadores clasificados ingresan al Pro Draft, donde los equipos oficiales de Fórmula 1 seleccionan qué jugadores los representarán en los campeonatos de F1 eSports Pro Series.
- Pro Series: todos los jugadores participantes compiten en carreras del 25 al 50% en una serie de eventos que se transmiten en vivo. Ganan puntos para ellos y sus equipos de F1. Estos puntos cuentan para el campeonato, después de lo cual el equipo ganador y el jugador serán coronados campeones mundiales de equipos y pilotos de F1 New Balance Esports Series, respectivamente, y una parte del fondo de premios se distribuirá a los equipos en función de sus posiciones.[7]

## Ganadores
| Año  | Videojuego | Sede                                        | Piloto campeón | Equipo                          | Equipo campeón                |
| ---- | ---------- | ------------------------------------------- | -------------- | ------------------------------- | ----------------------------- |
| 2017 | F1 2017    | Circuito Yas Marina, Emiratos Árabes Unidos | Brendon Leigh  | Mercedes-AMG Petronas Esports   | No se disputó                 |
| 2018 | F1 2018    | Gfinity Esports Arena, Reino Unido          | Brendon Leigh  | Mercedes-AMG Petronas Esports   | Mercedes-AMG Petronas Esports |
| 2019 | F1 2019    | Gfinity Esports Arena, Reino Unido          | David Tonizza  | Scuderia Ferrari Esports Team   | Red Bull Racing Esports       |
| 2020 | F1 2020    | En línea (COVID-19)                         | Jarno Opmeer   | Alfa Romeo Racing ORLEN Esports | Red Bull Racing Esports       |
| 2021 | F1 2021    | En línea (COVID-19)                         | Jarno Opmeer   | Mercedes-AMG Petronas Esports   | Mercedes-AMG Petronas Esports |
| 2022 | F1 22      | En línea                                    | Lucas Blakeley | McLaren Shadow                  | McLaren Shadow                |

## Resultados personales
| Piloto             | Campeonatos | Victorias | Pole positions |
| ------------------ | ----------- | --------- | -------------- |
| Jarno Opmeer       | 2           | 11        | 5              |
| David Tonizza      | 1           | 6         | 6              |
| Brendon Leigh      | 2           | 6         | 4              |
| Lucas Blakeley     | 1           | 6         | 3              |
| Frederik Rasmussen | 0           | 12        | 15             |
| Daniel Bereznay    | 0           | 5         | 6              |
| Nicolas Longuet    | 0           | 3         | 6              |
| Marcel Kiefer      | 0           | 3         | 0              |
| Thomas Ronhaar     | 0           | 2         | 4              |
| Bari Boroumand     | 0           | 1         | 2              |
| Salih Saltunç      | 0           | 1         | 1              |
| Cedric Thomé       | 0           | 1         | 0              |
| Dani Moreno        | 0           | 1         | 0              |
| Álvaro Carretón    | 0           | 0         | 2              |
| Josh Idowu         | 0           | 0         | 2              |
| Enzo Bonito        | 0           | 0         | 1              |
| Tino Naukkarinen   | 0           | 0         | 1              |